# Marina Miguélez
Marina Miguélez (geb. 17. November 1987 in Málaga) ist eine spanische Tänzerin.
Sie studierte am Königlichen Konservatorium für Professionellen Tanz in Madrid und schloss das Studium 2007 ab. Seit Gründung der Ballett-Compagnie des Staatstheaters Nürnberg in der Spielzeit 2008/2009 war sie bis 2015 bei dieser Mitglied. In der Spielzeit 2013/2014 wurden ihr in den Handlungsballetten „Cinderella“ und „Romeo und Julia“ jeweils die Titelpartien anvertraut. Seit 2015 gehört sie zum Ballett des Staatstheaters Saarbrücken.

## Auszeichnungen
- 2014: Bayerischer Kunstförderpreis[4]

## Solopartien (Auswahl)
- Uraufführung von Benditos Malditos (dt.: Gesegnete Verdammte) unter der Leitung von Goyo Montero
- Dornröschens Schatten und Aurora in Dornröschen
- AdCayetana in El sueño de la razón (dt.: Der Traum der Vernunft)
- Klara in Der Nussknacker
- Doña Inés’ Schatten in Don Juan
- Margarete in Faust
- Titelpartie in Cinderella
- Julia in Romeo und Julia

Quelle: